# Emdjez Edchich
Emdjez Edchich è un comune dell'Algeria, situato nella provincia di Skikda.